# Federico Guillermo de Solms-Braunfels (1696-1761)
El príncipe Federico Guillermo de Solms-Braunfels (11 de enero de 1696, Braunfels - 24 de febrero de 1761, Braunfels) fue el primer príncipe de Solms-Braunfels. Era el hijo del conde Guillermo Mauricio de Solms-Braunfels (1651-1724) y de su esposa Magdalena Sofía de Hesse-Homburg (1660-1720), una hija del landgrave Guillermo Cristóbal de Hesse-Homburg y su primera esposa.

## Biografía
Federico Guillermo recibió una educación aristocrática. Cuando su padre murió el 18 de febrero de 1724, se convirtió en Conde de Solms-Braunfeld, Greifenstein y Hungen, Tecklenburg, Kriechingen y Lingen, Señor de Münzenberg, Wildenfels, Sonnewalde, Püttlingen, Dortweiler y Beaucourt. Sin embargo, por causa de su pobre salud, no gobernó mucho personalmente. Sí, no obstante, tuvo éxito en su política de matrimonios, que permitió a sus hijos casarse con poderosas familias de todo el país.
Dificultades financieras le obligaron a vender la ciudad de Butzbach, que poseía su familia desde 1478, en favor de Hesse-Darmstadt el 17 de marzo de 1741. El 22 de mayo de 1742, el emperador Carlos VII elevó la Casa de Solms-Braunfels al rango de Príncipe Imperial.
Cuando Federico Guillermo murió en 1761, fue sucedido por su hijo Fernando Guillermo Ernesto.

## Matrimonio e hijos
Contrajo matrimonio tres veces. Su primera esposa fue la Princesa Magdalena Enriqueta de Nassau-Weilburg (1691-1725), la hija de Juan Ernesto de Nassau-Weilburg. Tuvieron los siguientes hijos:
- Fernando, Príncipe de Solms-Braunfels (8 de febrero de 1721 - 2 de octubre de 1783), desposó a la Condesa Sofía Cristina Guillermina de Solms-Laubach (1741-1772).
- Magdalena Polixena María Casimira (17 de julio de 1722 - 17 de noviembre de 1722)
- Carlota Enriqueta Magdalena Guillermina (15 de agosto de 1725 - 29 de abril de 1785)

El 9 de mayo de 1726 contrajo matrimonio con su segunda esposa, la Condesa Sofía Magdalena Benigna de Solms-Laubach-Utphe, la hija de Carlos Otón de Solms-Laubach-Utphe y Tecklenburg. Tuvieron los siguientes hijos:
- Carlos Guillermo Luis (14 de junio de 1727 - 14/15 de diciembre de 1812)
- Guillermo Cristóbal (20 de junio de 1732 - 8 de diciembre de 1811)
- Rodolfo Luis Guillermo (25 de agosto de 1733 - 2 de enero de 1809)
- Guillermo Alejandro (7 de marzo de 1736 - 12 de marzo de 1738)
- Antonio Federico Guillermo (3 de septiembre de 1739 - 7 de febrero de 1812)
- Isabel María Luisa Benigna (5 de agosto de 1728 - 19 de junio de 1795)
- Ulrica Luisa (30 de abril de 1731 - 12 de septiembre de 1792), desposó el 10 de octubre de 1746 al Landgrave Federico IV de Hesse-Homburg (1724-1751).
- Amalia Leonor (22 de noviembre de 1734 - 19 de abril de 1811), desposó el 16 de diciembre de 1765 al Príncipe Carlos Luis de Anhalt-Bernburg-Schaumburg-Hoym (1723-1806).
- Carolina Albertina (12 de diciembre de 1740 - 26 de febrero de 1742)
- Magdalena Sofía (4 de junio de 1742 - 21 de enero de 1819), desposó el 22 de abril de 1778 al Príncipe Víctor Amadeo de Anhalt-Bernburg-Schaumburg-Hoym (1744-1790).
- Cristina Federica Carlota (30 de agosto de 1744 - 16 de diciembre de 1823), desposó el 26 de marzo de 1780 al Conde Simón Augusto de Lippe-Detmold (1727-1782).

Su tercera esposa fue la Condesa Palatina Carlota Catalina de Birkenfeld-Gelnhausen (1699-1785), la hija del Conde Palatino Juan Carlos de Gelnhausen. Este matrimonio no tuvo hijos.